# ديف كرامبتون
ديف كرامبتون (بالإنجليزية: Dave Crampton)‏ هو لاعب كرة قدم بريطاني في مركز حراسة المرمى، ولد في 9 يونيو 1949 في Bearpark ‏ في المملكة المتحدة. لعب مع بلاكبيرن روفرز ودارلينجتون إف سى.